# Radu G. Țeposu
Radu G. Țeposu (n. 19 aprilie 1954, Șirnea, județul Brașov– d. 5 noiembrie 1999, Botoșani) a fost un critic literar, eseist și cronicar literar român, reprezentant al generației optzeciste.

## Biografie
Radu G. Țeposu s-a născut în localitatea brăneană Șirnea, la 19 aprilie 1954. 
Pleacă din satul natal la Brașov, unde absolvă Liceul „Andrei Șaguna”. Între 1974–1978 urmează cursurile Facultății de Filologie la Universitatea Babeș-Bolyai din Cluj, secția română-spaniolă. După absolvire ocupă funcția de secretar general de redacție al reviste literare Echinox. 
Cu repartiție de profesor de limba și literatura română, a lucrat în satul Mârșa, din județul Giurgiu, în perioada 1978–1983, iar apoi, remarcat într-un mediu revuistic favorabil, a lucrat la revistele Flacăra, Viața studențească și Amfiteatru. 
După 1989, a devenit directorul revistei Cuvântul, conducând în aceeași perioadă și alte publicații din București și Baia Mare. 
Reprezentant al grupării clujene de la Echinox, figură proeminentă a generației literare a anilor '80-'90, membru fondator al ASPRO, membru - de asemenea - al Uniunii Scriitorilor din România, Radu G. Țeposu a fost unul dintre principalii critici și eseiști ai literaturii române a sfârșitului mileniului trecut. A făcut și gazetărie, deopotrivă culturală și politică, lucrând în redacțiile mai multor periodice. 

## Sfârșitul vieții
Radu G. Țeposu a murit într-un accident de mașină la vârsta de doar 45 de ani, la 5 noiembrie 1999.

## Activitate literară
Țeposu se autodefinea drept un critic matur; a publicat peste 2.500 de articole literare, culturale, sociale, precum și trei volume de autor:
- Viața și opiniile personajelor (1983)
- Istoria tragică și grotescă a întunecatului deceniu literar nouă (1993)[2][3]
- Suferințele tânărului Blecher (1996)